# Randy Jackson (Musiker, 1961)
Steven Randall „Randy“ Jackson (* 29. Oktober 1961 in Gary, Indiana) ist ein US-amerikanischer Sänger und Musiker. Er ist ein ehemaliges Mitglied der Band The Jackson Five. Seine Eltern sind Joseph Jackson und Katherine Jackson, er ist ein Bruder der Pop-Sänger Michael Jackson und Janet Jackson. Randy Jackson ist als neuntes Kind der jüngste Sohn der Jackson-Familie.

## Laufbahn
Als Kind lernte Jackson zunächst, Klavier zu spielen.

### Jackson Five
Ab 1972 hatte Jackson, oft gemeinsam mit seiner jüngeren Schwester Janet, bei den Jackson Five Gastauftritte, hauptsächlich als Percussionist. In der Folge lernte er vom Drummer der Jackson Five auch, Schlagzeug zu spielen.

### The Jacksons
Als die Jackson Five 1976 die Plattenfirma wechselte, und sich seitdem aus vertraglichen Gründen The Jacksons nennen musste, ersetzte er Jermaine Jackson, der beim alten Label blieb, als Sänger. Im Alter von 16 Jahren schrieb er mit seinem Bruder Michael Jackson die erfolgreichste Single für die Jacksons, Shake Your Body (Down to the Ground). Auf den Plattenaufnahmen spielte er als Multiinstrumentalist auch Schlagzeug, Gitarre, Bassgitarre und Keyboard, weswegen ihn nicht nur sein Bruder Michael bisweilen als den besten Musiker der Familie bezeichnete. Als solcher wirkte er auch auf manchen Soloaufnahmen seines Bruders mit, wie etwa auf dessen Hitalbum Off the Wall.
Im Februar 1980 wurde Jackson bei einem Autounfall schwer verletzt. Angeblich leidet er seit damals unter einer leichten Behinderung. Glücklicherweise war er aber voll im Stande, 1981 an der „Triumph Tour“ der Jacksons und an späteren Projekten der Band teilzunehmen. Nach der Victory Tour (1984) verließen Michael und Marlon die Band. Randy und seine restlichen drei Brüder veröffentlichten mit 2300 Jackson Street ein letztes gemeinsames Album.

### Randy & the Gypsys
Ende 1989 gründete Jackson seine eigene Band „Randy & the Gypsys“. Ihr Erstauftritt endete in einem Fiasko, da Jackson auf Grund von Lampenfieber nicht aus seiner Kabine kam. Trotzdem bekam die Band einen Plattenvertrag und produzierte ein Album. Auf Tour ging sie aber nie.

## Diskografie

### Studioalben
- 1989: Randy Jackson and the Gypsys

### Singles
- 1978: How Can I Be Sure
- 1989: Perpetrator
- 1989: Love You Honey
- 1990: Money for Nothing